# Gene Kelly
Eugene Curran Kelly (Pittsburgh, 23 de agosto de 1912 – Beverly Hills, 2 de fevereiro de 1996) foi um dançarino, ator, cantor, diretor, produtor, roteirista e coreógrafo estadunidense. Era conhecido por seu estilo de dança enérgico e atlético e pelos personagens simpáticos que interpretava nas telas. Ele estrelou, coreografou e co-dirigiu com Stanley Donen, alguns dos filmes musicais mais bem vistos das décadas de 1940 e 1950.
Kelly é mais conhecido por suas atuações em "Sinfonia de Paris" (1951), que ganhou o Oscar de melhor filme, "Cantando na Chuva" (1952), que Kelly e Donen dirigiram e coreografaram, e outros filmes musicais da época, como "Modelos" (1944) e "Marujos do Amor" (1945), para o qual foi nomeado ao Oscar de melhor ator. "Um Dia em Nova Iorque" (1949), que ele co-dirigiu com Donen, foi sua estreia na direção. Mais tarde, na década de 1950, à medida que a popularidade dos musicais diminuíam, ele estrelou "A Lenda dos Beijos Perdidos" (1954) e "Dançando nas Nuvens" (1955), o último filme que dirigiu com Donen. Sua estreia solo como diretor foi em "Invitation to the Dance" ("Convite à Dança"), de 1956, um dos últimos musicais da MGM, que não obteve o sucesso comercial esperado.
Kelly estreou no cinema com Judy Garland em "Idílio em Dó-Ré-Mi" (1942), com quem também apareceu em "O Pirata" (1948) e em "Casa, Comida e Carinho" (1950). Ele também apareceu nos dramas "Black Hand" ("A Mão Negra"), de 1950, e "O Vento Será Tua Herança" (1960), pelo qual recebeu elogios da crítica especializada.
Ele continuou como diretor na década de 1960, com seus créditos incluindo "Diário de Um Homem Casado" (1967) e Alô, Dolly! (1969), que recebeu uma indicação ao Oscar de melhor filme. Ele co-organizou e apareceu em "Ziegfeld Follies" (1946), "Era Uma Vez em Hollywood" (1974), "Era Uma Vez em Hollywood, Parte II" (1976), "That's Dancing!" (1985), e "That's Entertainment, Part III" ("Era Uma Vez em Hollywood, Parte III"), de 1994.
Suas muitas inovações transformaram o musical de Hollywood, e ele é creditado por quase sozinho tornar o balé comercialmente aceitável para o público do cinema. Kelly recebeu um Oscar Honorário em 1952 por suas realizações na carreira; no mesmo ano, "An American in Paris" ganhou seis prêmios Oscar, incluindo o de melhor filme. Mais tarde, ele recebeu prêmios pelo conjunto da obra do Prêmio Kennedy (1982) e do Screen Actors Guild. Em 1999, o Instituto Americano de Cinema também o classificou como a 15ª maior estrela masculina do cinema clássico de Hollywood.

## Biografia

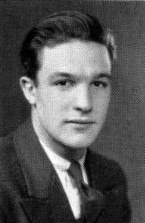
Fotografia de Kelly na Universidade de Pittsburgh, no anuário de 1933.

Kelly nasceu em East Liberty, em Pittsburgh. Era o terceiro filho de James Patrick Joseph Kelly, um fonógrafo vendedor, e sua esposa, Harriet Catherine Curran. Seu pai nasceu em Peterborough, Ontário, no Canadá, de uma família irlandesa-canadense. Seu avô materno era um imigrante de Derry, na Irlanda, e sua avó materna era de ascendência alemã. Quando tinha oito anos, a mãe de Kelly matriculou ele e seu irmão James em aulas de dança. Como Kelly lembrou mais tarde, ambos se rebelaram: "Nós não gostávamos muito e estávamos continuamente envolvidos em brigas com os meninos da vizinhança que nos chamavam de maricas ... Eu não dancei novamente até os 15 anos". Ao mesmo tempo, seu sonho de infância era jogar na interbase dos Pittsburgh Pirates, em sua cidade natal.
Quando decidiu dançar, era um esportista talentoso e capaz de se defender. Frequentou a St. Raphael Elementary School na vizinhança Morningside de Pittsburgh, e graduou na Peabody High School, aos 16 anos. Ele entrou na Universidade Estadual da Pensilvânia como graduado em jornalismo, mas após a crise de 1929, ele deixou a escola e encontrou um trabalho para ajudar sua família financeiramente. Criou rotinas de dança com seu irmão mais novo, Fred Norbert Kelly, para ganhar prêmios em dinheiro em concursos de talentos. Eles também se apresentaram em boates locais.
Em 1931, Kelly se matriculou na Universidade de Pittsburgh para estudar economia, juntando-se à fraternidade Theta Kappa Phi (mais tarde conhecida como Phi Kappa Theta após a fusão com Phi Kappa). Ele se envolveu no clube de música e dança da universidade, que encenou produções musicais originais. Depois de se formar em 1933, continuou a ser ativo no clube, atuando como diretor de 1934 a 1938. Kelly foi admitido na Faculdade de Direito da Universidade de Pittsburgh.
Sua família abriu um estúdio de dança no vizinhança Squirrel Hill de Pittsburgh. Em 1932, eles o renomearam para Estúdio de Dança Gene Kelly e abriram um segundo local em Johnstown, Pensilvânia, em 1933. Kelly atuou como professor no estúdio durante seus anos de graduação e estudante de direito em Pitt. Em 1931, ele foi abordado pela Sinagoga Beth Shalom em Pittsburgh para ensinar dança e encenar na quermesse anual da cidade. O empreendimento provou ser um sucesso, com Kelly sendo chamado por sete anos até sua partida para Nova Iorque.
Kelly finalmente decidiu seguir a carreira de professor de dança e artista em tempo integral, abandonando a faculdade de direito depois de dois meses. Ele aumentou seu foco nas performances e mais tarde disse: "Com o tempo eu fiquei desencantado com o ensino porque a proporção de meninas para meninos era mais de dez para um, e quando as meninas chegaram aos 16, a taxa de abandono foi muito alta". Em 1937, tendo administrado e desenvolvido com sucesso o negócio da escola de dança da família, ele finalmente se mudou para Nova Iorque em busca de trabalhos como coreógrafo. Kelly voltou para Pittsburgh, para a casa de sua família na 7514 Kensington Street em 1940, e trabalhou como ator teatral na sua volta.

## Carreira

### 1938–1940: Trabalhos no palco
Depois de uma busca infrutífera por trabalho em Nova Iorque, Kelly retornou a Pittsburgh para seu primeiro trabalho como coreógrafo com a revista musical "Hold Your Hats", de Charles Gaynor, na Pittsburgh Playhouse em abril de 1938. Kelly apareceu em seis dos esboços, um dos quais, "La cumparsita", tornou-se a base de um número espanhol estendido no filme "Marujos do Amor" oito anos depois.
Seu primeiro trabalho na Broadway, em novembro de 1938, foi como um dançarino em "Leave It to Me!", de Cole Porter – como o secretário do embaixador americano que apoia Mary Martin enquanto ela canta "My Heart Belongs to Daddy". Ele havia sido contratado por Robert Alton, que havia encenado um show na Pittsburgh Playhouse, onde ficou impressionado com as habilidades de ensino de Kelly. Em 1939, Kelly foi selecionado para o musical, "One For the Money", produzido pela atriz Katharine Cornell, que era conhecida por encontrar e contratar atores jovens e talentosos. Alton o contratou para atuar, cantar e dançar em oito rotinas diferentes.
O primeiro grande avanço de Kelly foi no vencedor do Prêmio Pulitzer "The Time of Your Life", que estreou em 25 de outubro de 1939 – em que, pela primeira vez na Broadway, ele dançou sua própria coreografia. No mesmo ano, recebeu seu primeiro trabalho como coreógrafo da Broadway em "Diamond Horseshoe", de Billy Rose. Ele começou a namorar uma membra do elenco, Betsy Blair, e eles se casaram em 16 de outubro de 1941.
Em 1940, ele conseguiu o papel principal em "Pal Joey", de Rodgers and Hart, novamente coreografado por Robert Alton. Esse papel o impulsionou ao estrelato. Durante sua execução, ele disse aos repórteres: "Eu não acredito em conformidade com nenhuma escola de dança. Eu crio o que o drama e a música exigem. Enquanto eu sou cem por cento para a técnica de balé, eu uso apenas o que posso adaptar ao meu próprio uso. Eu nunca deixo a técnica atrapalhar o humor ou a continuidade". Seus colegas desta época notaram seu grande compromisso com o ensaio e trabalho duro. Van Johnson – que também apareceu em "Pal Joey" – recordou: "Observei-o ensaiando e me pareceu que não havia espaço possível para melhorias. No entanto, ele não estava satisfeito. Era meia-noite e estávamos ensaiando desde as 8 da manhã. Eu estava descendo sonolentamente o longo lance de escadas quando ouvi passos em staccato vindo do palco ... Eu podia ver apenas uma única lâmpada acesa. Sob ela, uma figura estava dançando ... Gene".
As ofertas de Hollywood começaram a chegar, mas Kelly não tinha pressa de deixar Nova Iorque. Eventualmente, ele assinou com David O. Selznick, concordando em ir para Hollywood após o fim de "Pal Joey", em outubro de 1941. Antes do início do contrato, também conseguiu se encaixar na coreografia da produção teatral de "Best Foot Forward".

### 1941–1945: Estabelecendo-se em Hollywood
Selznick vendeu metade do contrato de Kelly para a Metro-Goldwyn-Mayer para seu primeiro filme: "Idílio em Dó-Ré-Mi " (1942) estrelando Judy Garland. Kelly disse que ficou "chocado com a visão de mim mesmo explodido 20 vezes. Tive uma sensação horrível de que fui um tremendo fracasso". "For Me and My Gal" teve um desempenho muito bom, e diante de muita resistência interna, Arthur Freed da MGM comprou a outra metade do contrato de Kelly. Depois de aparecer no filme B dramático "O Piloto Nº 5" (1943) e em "Férias de Natal" (1944), ele assumiu o papel principal masculino em "Du Barry Era um Pedaço" (1943), de Cole Porter, com Lucille Ball (em uma parte originalmente destinado para Ann Sothern). Sua primeira oportunidade de dançar sua própria coreografia veio em seu próximo filme, "A Filha do Comandante" (1943), em que ele executou uma dança com um esfregão. Excepcionalmente, em "Pilot No. 5", Kelly interpretou o antagonista.
Ele alcançou um avanço significativo como dançarino no cinema quando a MGM o emprestou para Columbia para trabalhar com Rita Hayworth em "Modelos" (1944), um filme que prenunciou o melhor de seu trabalho futuro. Ele criou uma rotina memorável dançando para seu próprio reflexo. Apesar disso, o crítico Manny Farber foi movido a elogiar a "atitude", "clareza" e "sentimento" de Kelly como ator enquanto concluiu de forma desfavorável: "As duas coisas que ele faz menos bem – cantar e dançar – são o que lhe é dado mais consistentemente para fazer". No final de 1944, Kelly se alistou no Serviço Aéreo Naval dos EUA e foi contratado como tenente júnior. Ele trabalhou na Seção Fotográfica de Washington D.C., onde escreveu e dirigiu uma série de documentários, o que estimulou seu interesse pelo lado da produção cinematográfica.
No próximo filme de Kelly, "Marujos do Amor" (1945), MGM lhe deu carta branca para criar uma série de rotinas de dança, incluindo seus duetos com Frank Sinatra e a célebre dança animada com Jerry, o rato – cuja animação foi supervisionada por William Hanna e Joseph Barbera. Essa performance icônica foi suficiente para Farber reverter completamente sua avaliação anterior das habilidades de Kelly. Revendo o filme, Farber se entusiasmou: "Kelly é o dançarino mais empolgante a aparecer nos filmes de Hollywood". "Anchors Aweigh" se tornou um dos filmes de maior sucesso de 1945 e Kelly foi indicado para o Oscar de melhor ator. Em "Ziegfeld Follies" (1946) – que foi produzido em 1944, mas teve seu lançamento adiado – Kelly colaborou com Fred Astaire, por quem tinha a maior admiração, na rotina de dança "The Babbitt and the Bromide".

### 1946–1952: MGM
Depois que Kelly voltou a Hollywood em 1946, a MGM não tinha nada planejado e o usou em um filme rotineiro em preto e branco: "Living in a Big Way" ("Vida à Larga"), de 1947. O filme foi considerado tão fraco que o estúdio pediu a Kelly para projetar e inserir uma série de rotinas de dança; eles notaram sua capacidade de realizar tais tarefas. Isso levou a um papel principal em seu próximo filme, com Judy Garland e o diretor Vincente Minnelli – uma versão cinematográfica e musical da peça "O Pirata" (1948), de S.N. Behrman, com canções de Cole Porter. "The Pirate" deu uma rédea solta ao atletismo de Kelly, já que apresenta seu trabalho com the Nicholas Brothers – os dançarinos negros mais populares da época – em uma rotina de dança virtuosa. Já considerado um clássico, o filme estava à frente de seu tempo, mas fracassou nas bilheterias.

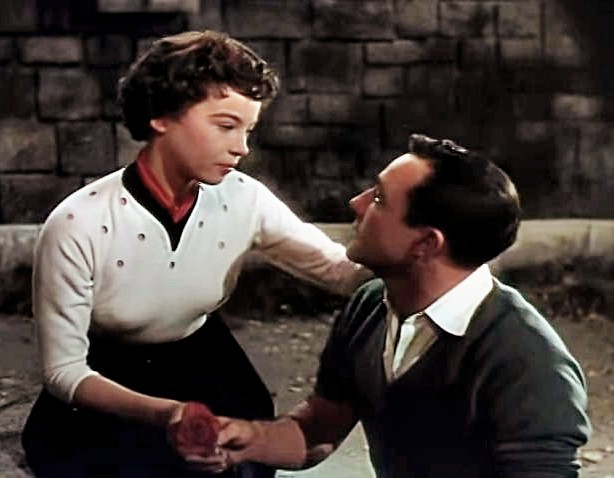
Kelly e Leslie Caron em "Sinfonia de Paris" (1951).

A MGM queria que Kelly voltasse para veículos mais seguros e comerciais, mas ele lutou incessantemente por uma oportunidade de dirigir seu próprio filme musical. Nesse ínterim, ele capitalizou sua imagem de fanfarrão como D'Artagnan em "Os Três Mosqueteiros" (1948) – e também apareceu com Vera-Ellen no balé "Slaughter on Tenth Avenue" em "Letra e Música", também de 1948. Ele deveria interpretar o protagonista masculino ao lado de Garland em "O Desfile de Páscoa" (1948), mas quebrou o tornozelo jogando vôlei. Ele se retirou do filme e convenceu Fred Astaire a sair de sua aposentadoria para substituí-lo. Sua carreira seguiu com "A Bela Ditadora" (1949), seu segundo filme com Sinatra, onde Kelly prestou homenagem à sua ascendência irlandesa na rotina "The Hat My Father Wore on St. Patrick's Day". Este filme musical convenceu Arthur Freed a escalar Kelly para "Um Dia em Nova Iorque" (1949), em que fez parceria com Frank Sinatra pela terceira e última vez. Um avanço no gênero de filme musical, foi descrito como "o musical mais inventivo e efervescente até agora produzido em Hollywood".
Stanley Donen, trazido para Hollywood por Kelly para ser seu coreógrafo assistente, recebeu crédito de co-diretor por "On the Town". De acordo com Kelly, "quando você está envolvido em fazer coreografia para um filme, você deve ter assistentes especializados. Eu precisava de um para assistir minha performance e um para trabalhar com o cinegrafista no timing ... Sem pessoas como Stanley, Carol Haney e Jeanne Coyne, eu nunca poderia ter feito essas coisas. Quando viemos fazer "On the Town", eu sabia que era hora de Stanley ganhar crédito na tela porque não éramos mais assistentes de chefe, mas cocriadores". Juntos, eles abriram o musical, levando o filme para fora do estúdio e para locais reais, com Donen assumindo a responsabilidade pela encenação e Kelly cuidando da coreografia. Kelly foi muito mais longe do que antes na introdução do balé moderno em suas sequências de dança, indo tão longe na rotina "Day in Nova York" que substituiu quatro especialistas em balé por Sinatra, Munshin, Garrett e Miller.
Kelly pediu ao estúdio um papel somente como ator e assumiu o papel principal no melodrama da máfia "Black Hand" (A Mão Negra"), de 1950. Esta exposição do crime organizado se passa na "Pequena Itália" de Nova Iorque durante o final do século 19, e se concentra na "Mão Negra", um grupo que extorque dinheiro sob ameaça de morte. Em incidentes da vida real nos quais este filme é baseado, uma máfia ítalo-americana, sem ser a "Mão Negra", foi trabalhada como a vilã da história. Os cineastas tinham que agir com cautela sempre que lidavam com grandes crimes, sendo mais seguro ir atrás de uma organização criminosa "morta" do que uma "viva". Em "Casa, Comida e Carinho" (1950) – O último filme musical de Garland para a MGM – Kelly executou uma rotina solo de "You, You Wonderful You" com um jornal e um assoalho estridente. Em seu livro "Easy the Hard Way", Joe Pasternak, chefe de outra unidade musical da MGM, destacou Kelly por sua paciência e disposição em gastar o tempo necessário para permitir que uma Garland doente completasse sua parte.

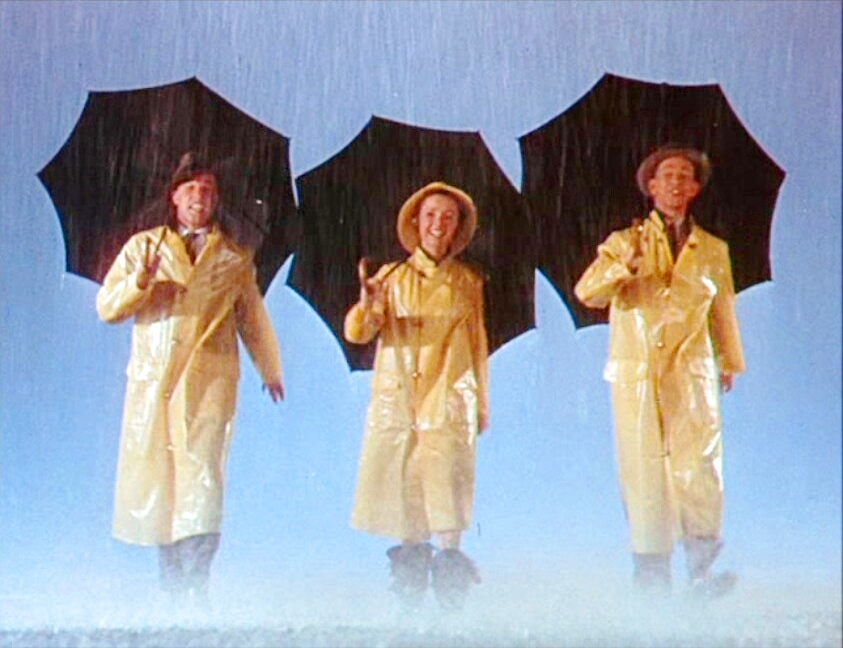
Kelly, Debbie Reynolds e Donald O'Connor em "Cantando na Chuva" (1952).

Em seguida, seguiram-se em rápida sucessão dois musicais que garantiram a reputação de Kelly como uma figura importante nos filmes musicais americanos. Primeiro, "Sinfonia de Paris" (1951) e – provavelmente o mais admirado de todos os filmes musicais – "Cantando na Chuva" (1952). Como co-diretor, ator principal e coreógrafo, Kelly foi a força motriz central em ambos os filmes. Johnny Green, o chefe de música da MGM na época, disse sobre ele:
"Gene é tranquilo desde que você saiba exatamente o que está fazendo quando está trabalhando com ele. Ele é um capataz duro e adora o trabalho duro. Se você quer jogar no time dele, é melhor trabalhar duro também. Ele não é cruel, mas é durão, e se Gene acreditava em alguma coisa, ele não se importava com quem estava falando, se era Louis B. Mayer ou o porteiro. Ele não se impressionava com ninguém e tinha um bom histórico de conseguir o que queria".
"An American in Paris" ganhou seis Oscars, incluindo Melhor Filme. O filme também marcou a estreia da bailarina de 19 anos Leslie Caron, que Kelly viu em Paris e trouxe para Hollywood. Sua sequência de balé dos sonhos, com duração de 17 minutos sem precedentes, foi o número de produção mais caro já filmado na época. Bosley Crowther descreveu-o como "whoop-de-doo ... um dos melhores já colocados na tela". Também em 1951, Kelly recebeu um Oscar Honorário por sua contribuição para filmes musicais e a arte da coreografia.

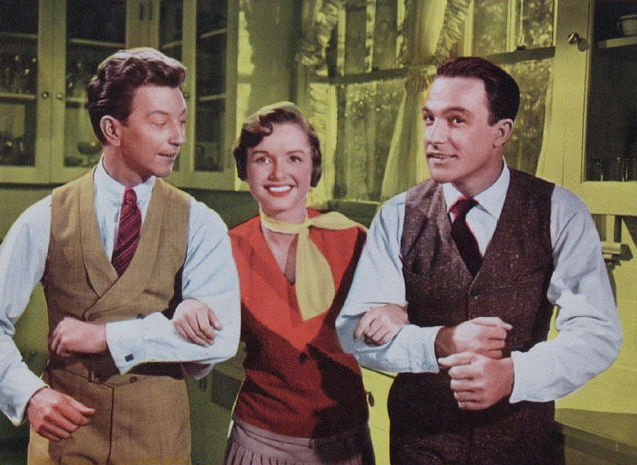
Donald O'Connor, Debbie Reynolds e Gene Kelly em um lobby card de "Singin' in the Rain" (1952).

No ano seguinte, "Singin' in the Rain" contou com a célebre e muito imitada rotina de dança solo de Kelly para a música-título, junto com a rotina "Moses Supposes" ao lado de Donald O'Connor e a "Broadway Melody" final com Cyd Charisse. Embora o filme não tenha gerado inicialmente o mesmo entusiasmo que "An American in Paris" criou, posteriormente ultrapassou o filme anterior para ocupar seu atual lugar de destaque na estima dos críticos.

### 1953–1957: O declínio dos musicais de Hollywood
No auge de seus poderes criativos, Kelly cometeu o que, em retrospecto, alguns consideram um erro. Em dezembro de 1951, ele assinou um contrato com a MGM que o enviou para a Europa por 19 meses para usar os fundos da MGM congelados na Europa para fazer três filmes enquanto se beneficiava pessoalmente de isenções fiscais. Apenas uma dessas produções era um musical, "Invitation to the Dance" ("Convite à Dança"), um projeto de Kelly para trazer o balé moderno para o público do cinema. Foi assolado por atrasos e problemas técnicos, e fracassou quando finalmente lançado em 1956.

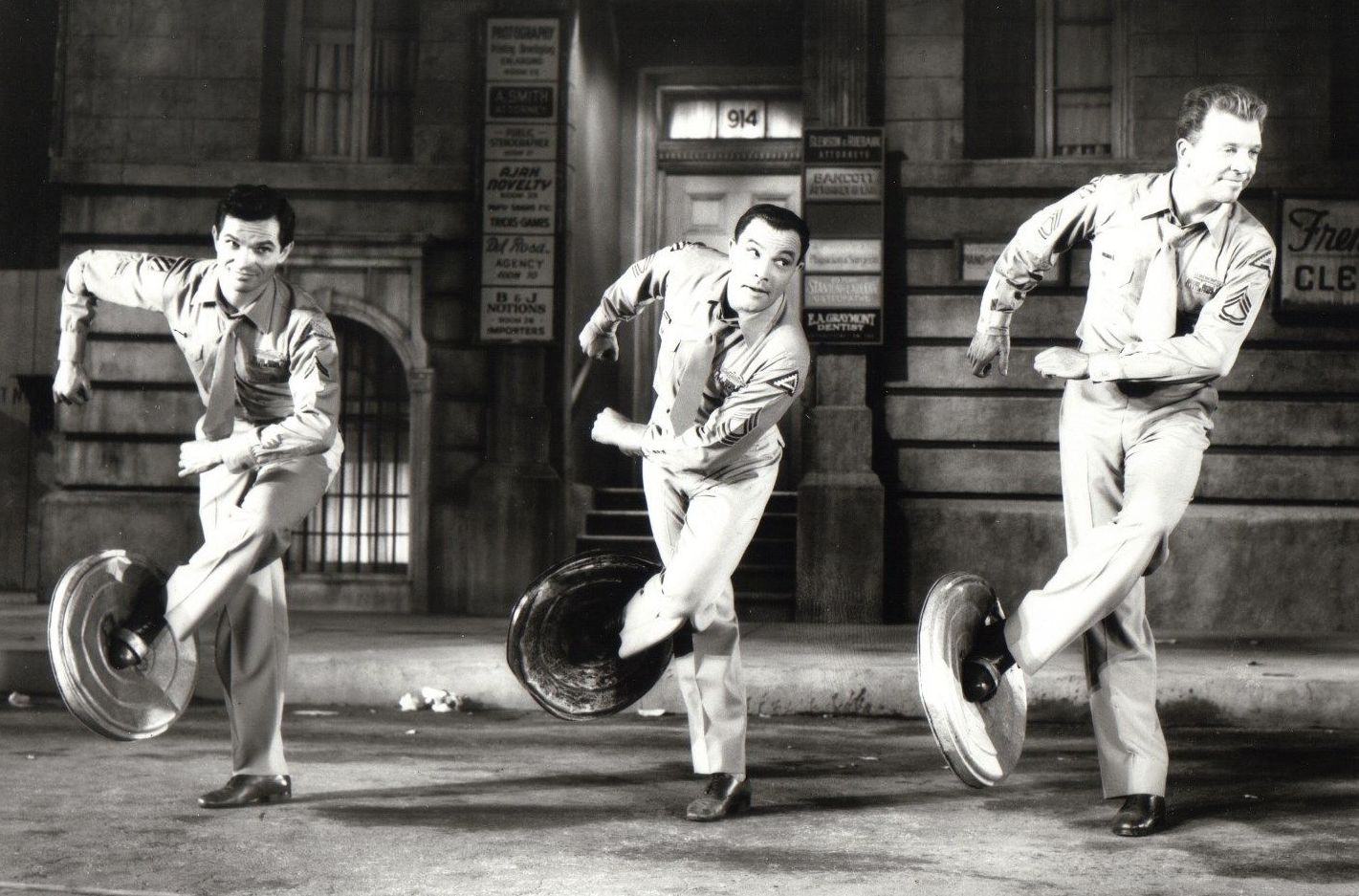
Michael Kidd, Kelly e Dan Dailey em "Dançando nas Nuvens" (1955), dirigido por Kelly e Stanley Donen em sua última colaboração.

Quando Kelly voltou a Hollywood em 1953, o filme musical estava começando a sentir as pressões da televisão, e a MGM cortou o orçamento para seu próximo filme, "A Lenda dos Beijos Perdidos" (1954), com Cyd Charisse, forçando-o a fazer o filme em estúdios em vez de em locações na Escócia. Nesse mesmo ano, também apareceu como ator convidado ao lado de seu irmão Fred na rotina "I Love to Go Swimmin' with Wimmen", no filme "Deep in My Heart" ("Bem no Meu Coração"). A recusa da MGM de emprestá-lo para atuar em "Garotos e Garotas" e "Meus Dois Carinhos" aplicou mais tensão em seu relacionamento com o estúdio. Ele negociou, na saída de seu contrato, se envolver na produção de mais três filmes para a MGM. O primeiro deles, "Dançando nas Nuvens" (1955), codirigido com Donen, foi uma sátira musical na televisão e publicidade, e inclui sua rotina de dança de patins para "I Like Myself", e um trio de dança com Michael Kidd e Dan Dailey que Kelly costumava experimentar com as possibilidades panorâmicas do CinemaScope. A MGM havia perdido a fé no apelo de bilheteria de Kelly e, como resultado, "It's Always Fair Weather" estreou em 17 cinemas drive-in ao redor da cidade de Los Angeles. O segundo filme e último musical de Kelly para a MGM foi "Les Girls" (1957), no qual se juntou a um trio de protagonistas femininas composto por: Mitzi Gaynor, Kay Kendall, e Taina Elg. O terceiro filme que completou foi uma coprodução entre a MGM e ele mesmo, um filme B barato, "The Happy Road" ("Todos a Paris"), em 1957, ambientado em sua amada França, sua primeira incursão em um novo papel como produtor-diretor-ator. Depois de deixar a MGM, Kelly voltou aos trabalhos no palco.

### 1958–1996: Depois da MGM
Em 1958, Kelly dirigiu a peça musical "Flower Drum Song" ("Flor de Lótus"), de Rodgers e Hammerstein. No início de 1960, Kelly, um ardente francófilo e fluente francês, foi convidado por A. M. Julien, o administrador geral do Paris Opéra e Opéra-Comique, a selecionar seu próprio material e criar um balé moderno para a companhia, a primeira vez que um americano recebia tal tarefa. O resultado foi "Pas de Dieux", baseado na mitologia grega, combinado com a música de "Concerto in F", de George Gershwin. Foi um grande sucesso e o levou a ser homenageado como Cavaleiro da Ordem Nacional da Legião de Honra pelo governo francês.

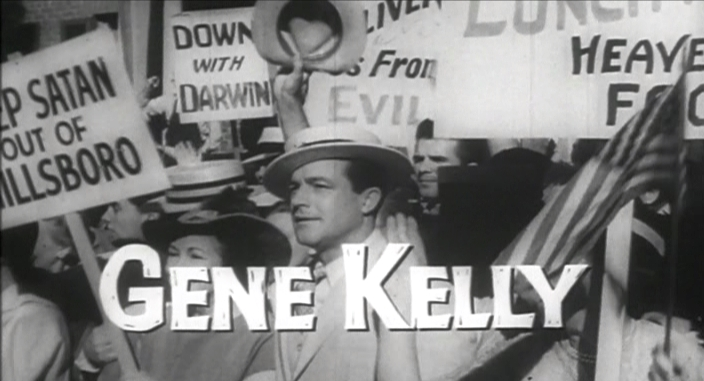
Kelly como Hornbeck em "O Vento Será Tua Herança" (1960).

Kelly continuou a fazer algumas aparições em filmes, como Hornbeck na produção de Hollywood "O Vento Será Tua Herança" (1960) e como ele mesmo em "Adorável Pecadora", também de 1960. No entanto, a maioria de seus esforços estavam agora concentrados na produção e direção de filmes. Em Paris, dirigiu Jackie Gleason em "Gigot" (1962), mas o filme foi drasticamente recortado pela Seven Arts Productions e fracassou. Mais um esforço francês, a homenagem de Jacques Demy para o musical da MGM, "Duas Garotas Românticas" (1967), em que Kelly apareceu, foi um sucesso de bilheteria na França e indicado ao Oscar de melhor trilha sonora original ou adaptada de filme musical, mas teve um desempenho ruim em outros lugares.
Ele foi convidado a dirigir a versão cinematográfica de "A Noviça Rebelde", que já havia sido recusado por Stanley Donen. Ele escoltou Ernest Lehman, o roteirista, para fora de sua casa, dizendo: "Vá encontrar outra pessoa para dirigir esse pedaço de merda".
Sua primeira incursão na televisão foi o documentário "Omnibus: Dancing is a Man's Game" (1958), da NBC, em que reuniu um grupo dos maiores esportistas da América – incluindo Mickey Mantle, Sugar Ray Robinson, e Bob Cousy – e reinterpretou seus movimentos coreograficamente, como parte de sua busca ao longo da vida para remover o estereótipo afeminado da arte da dança, enquanto articulava a filosofia por trás de seu estilo de dança. Ganhou uma indicação ao Emmy de coreografia e agora se destaca como o principal documento explicando a abordagem de Kelly à dança moderna.
Kelly apareceu com frequência em programas de televisão durante a década de 1960, incluindo a série de TV "Going My Way" ("O Bom Pastor"), de 1962–63, que foi baseada no filme de 1944 de mesmo nome. Ganhou grande popularidade em países católicos romanos fora dos EUA. Ele também apareceu em três grandes especiais de TV: "The Julie Andrews Show" (1965), "New York, New York" (1966), e "Jack and the Beanstalk" (1967) – um show que ele produziu e dirigiu e que novamente combinou desenhos animados e dança ao vivo, ganhando-lhe um Emmy de Melhor Programa Infantil.

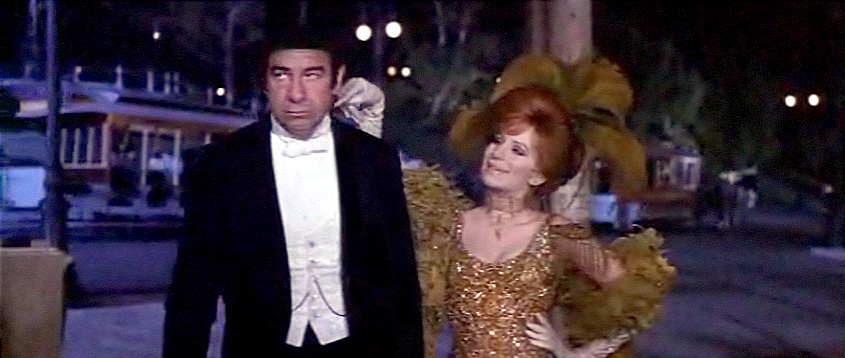
Walter Matthau com Barbra Streisand em "Alô, Dolly!" (1969).

Em 1963, Kelly ingressou na Universal Pictures para um período de dois anos. Ele ingressou na 20th Century Fox em 1965, mas tinha pouco a fazer – em parte devido à sua decisão de recusar trabalhos fora de Los Angeles por motivos familiares. Sua perseverança finalmente valeu a pena, com o grande sucesso de bilheteria de "Diário de Um Homem Casado" (1967), no qual dirigiu Walter Matthau. Então, surgiu uma grande oportunidade quando a Fox – impulsionada pelos retornos de "The Sound of Music" (1965) – contratou Kelly para dirigir "Hello, Dolly!" (1969), novamente dirigindo Matthau junto com Barbra Streisand. O filme foi indicado para sete prêmios Oscar, ganhando três.
Em 1966, Kelly estrelou um especial de televisão musical de uma hora intitulado, "Gene Kelly in New York, New York", da CBS. O especial foca em Gene Kelly em uma turnê musical ao redor de Manhattan, dançando ao longo de marcos como Rockefeller Center, Plaza Hotel, e Museu de Arte Moderna, que servem de fundo para os divertidos números de produção do programa. O especial foi escrito por Woody Allen, que também estrela ao lado de Kelly. As estrelas convidadas incluíam o coreógrafo Gower Champion, a estrela de comédia musical britânica Tommy Steele e a cantora Damita Jo DeBlanc.
Em 1970, fez outro especial de televisão: "Gene Kelly and 50 Girls", e foi convidado a levar o show para Las Vegas, o que ele fez por um período de oito semanas, com a condição de receber mais do que qualquer artista já havia recebido lá. Ele dirigiu os atores veteranos James Stewart e Henry Fonda na comédia faroeste "The Cheyenne Social Club" ("Cheyenne"), de 1970, que teve um desempenho ruim nas bilheterias. Em 1973, ele trabalhou novamente com Frank Sinatra como parte do especial de TV indicado ao Emmy "Magnavox Presents Frank Sinatra". Ele apareceu como um dos muitos narradores especiais no sucesso surpresa "Era Uma Vez em Hollywood" (1974). Ele dirigiu e co-estrelou com seu amigo Fred Astaire na sequência "Era Uma Vez em Hollywood, Parte II" (1976). Foi com seu poder de persuasão que ele conseguiu persuadir Astaire, de 77 anos – que insistiu que seu contrato excluía qualquer dança, tendo se aposentado há muito tempo – a realizar uma série de duetos de música e dança, evocando uma poderosa nostalgia pelos dias de glória do filme musical americano.
Kelly foi um convidado no especial de TV de 1975, estrelado por Steve Lawrence e Eydie Gormé, "Our Love Is Here to Stay", aparecendo com seu filho, Tim, e sua filha, Bridget. Ele estrelou o filme de ação mal recebido "Viva Knievel!" (1977), com o então dublê de alto perfil, Evel Knievel. Kelly continuou a fazer aparições frequentes na TV. Seu último papel no cinema foi em "Xanadu" (1980), um fracasso surpresa apesar de uma trilha sonora popular que gerou cinco hits de Electric Light Orchestra, Cliff Richard, Olivia Newton-John, co-estrela de Kelly. Na opinião de Kelly, "o conceito era maravilhoso, mas simplesmente não deu certo". No mesmo ano, ele foi convidado por Francis Ford Coppola para recrutar uma equipe de produção para "One from the Heart" ("O Fundo do Coração"), da American Zoetrope (1982). Embora a ambição de Coppola fosse estabelecer uma unidade de produção para rivalizar com a Unidade de Freed na MGM, o fracasso do filme acabou com essa ideia. Kelly atuou como produtor executivo e coapresentador de "That's Dancing!" (1985), uma celebração da história da dança no musical americano. A última aparição de Kelly na tela foi apresentando "That's Entertainment! III" ("Era Uma Vez em Hollywood, Parte III"), em 1994. Seu projeto final foi o filme de animação "Gatos Não Sabem Dançar", não lançado até 1997, para o qual Kelly atuou como consultor coreográfico não-creditado. Foi dedicado à sua memória.

## Vida pessoal
De meados da década de 1940 até o início da década de 1950, Blair e ele organizavam festas semanais em sua casa em Beverly Hills, e muitas vezes jogavam uma versão intensamente competitiva e física de charadas, conhecida como "The Game". Seus papéis estão alojados no Howard Gotlieb Archival Research Center, na Universidade de Boston.
No final da vida, Kelly recebeu cidadania irlandesa sob o programa de Cidadania da Irlanda por Nascimento Estrangeiro. O pedido foi iniciado em seu nome por sua esposa, Patricia Ward Kelly.
Em 22 de dezembro de 1983, a mansão do ator em Beverly Hills foi incendiada. A fiação defeituosa da árvore de Natal foi a culpada. Sua família e animais de estimação escaparam e ele sofreu apenas uma queimadura na mão.

### Casamentos

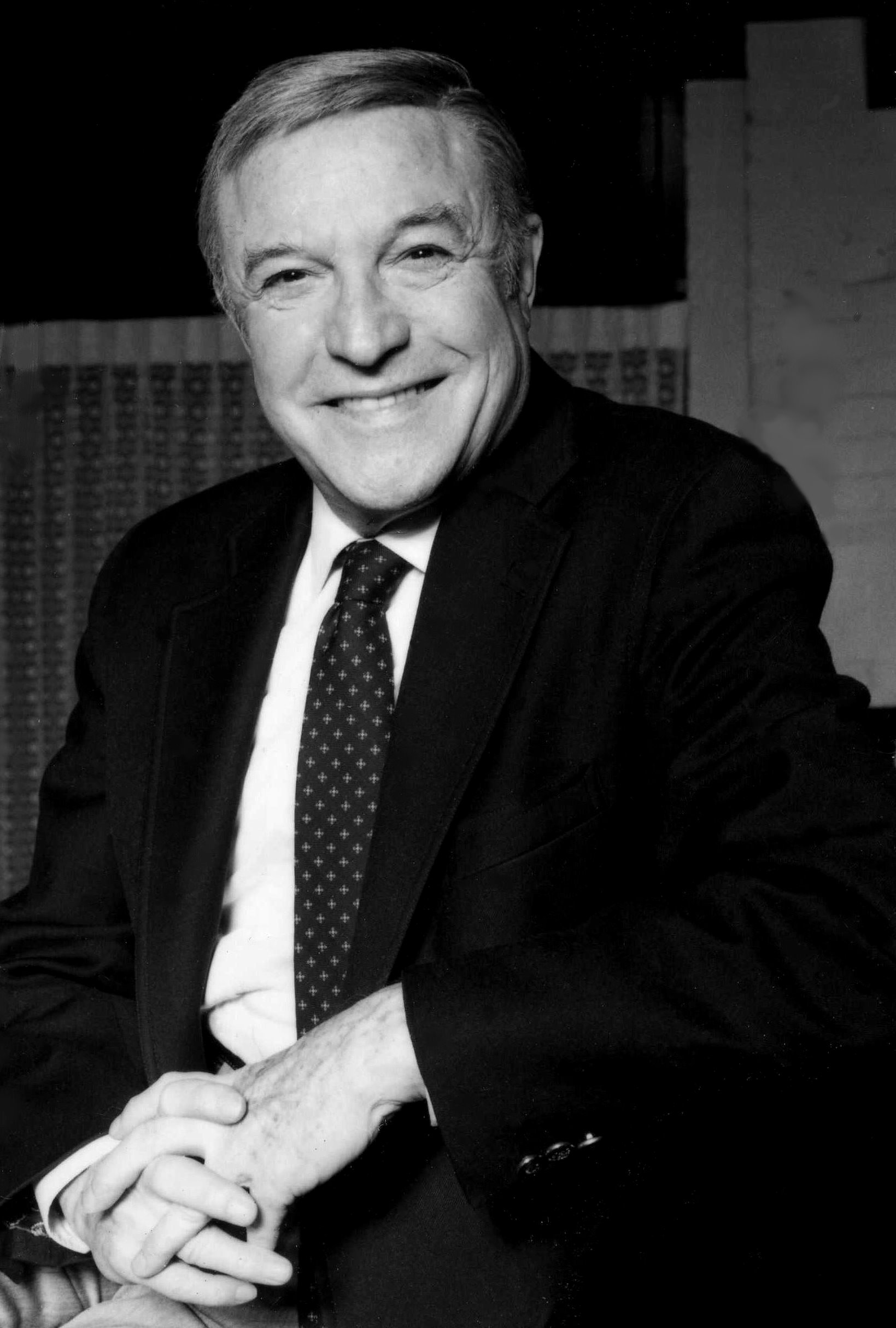
Kelly, fotografado por Allan Warren, em 1986.

Kelly se casou três vezes. Seu primeiro casamento foi com a atriz Betsy Blair, em 1941. Eles tiveram uma filha, Kerry (n. 1942), e se divorciaram em abril de 1957.
Em 1960, Kelly se casou com sua assistente coreográfica Jeanne Coyne, que já havia sido casada com Stanley Donen entre 1948 e 1951. Kelly e Coyne tiveram dois filhos, Timothy (n. 1962) e Bridget (n. 1964). O casamento durou até a morte de Coyne, em 1973.
Kelly se casou com Patricia Ward em 1990 (quando ele tinha 77 anos e ela 30). O casamento durou até a morte dele, seis anos depois, e ela não se casou novamente.

### Visão política e religiosa
Kelly foi um defensor vitalício do Partido Democrata. Seu período de maior destaque coincidiu com o Macarthismo, nos EUA. Em 1947, ele fez parte do Comitê para a Primeira Emenda, a delegação de Hollywood que voou para Washington para protestar nas primeiras audiências oficiais do Comitê de Atividades Antiamericanas. Sua primeira esposa, Betsy Blair, era suspeita de ser simpatizante do comunismo, e quando a United Artists ofereceu a Blair um papel em "Marty" (1955), consideraram retirá-la depois de sofrer pressão da Legião Americana. Kelly ameaçou com sucesso a influência da MGM na United Artists com sua saída de "Dançando nas Nuvens", a menos que sua esposa fosse reintegrada no elenco. Ele usou sua posição no conselho de diretores do Sindicato de Roteiristas dos Estados Unidos em várias ocasiões para mediar disputas entre sindicatos e estúdios de Hollywood.
Ele foi criado como católico romano e foi membro da Paróquia do Bom Pastor e da Associação Católica de Cinema em Beverly Hills, Califórnia. No entanto, depois de se desiludir com o apoio da Igreja Católica Romana a Francisco Franco contra a Segunda República Espanhola durante a Guerra Civil Espanhola, ele oficialmente cortou seus laços com a igreja em setembro de 1939. Essa separação foi motivada, em parte, por uma viagem que Kelly fez ao México, na qual ele se convenceu de que a igreja havia falhado em ajudar os pobres daquele país. Após sua saída da Igreja Católica, Kelly se tornou um agnóstico, como ele havia se descrito anteriormente.

### Doença e morte
A saúde de Kelly deteriorou de forma constante no final de 1980. Em julho de 1994, ele sofreu um AVC e ficou no hospital Ronald Reagan UCLA Medical Center por sete semanas. No início de 1995, ele teve outro derrame em Beverly Hills, que o deixou gravemente incapacitado. Gene Kelly morreu em 2 de fevereiro de 1996, em sua casa em Beverly Hills, aos 83 anos. Seu corpo foi cremado sem funeral ou serviço memorial.

## Métodos de trabalho e influência na dança filmada
Quando começou seu trabalho colaborativo no cinema, ele foi influenciado por Robert Alton e John Murray Anderson, se esforçando para criar humores e percepções para os personagens com suas danças. Ele coreografou seus próprios passos, junto com os de todo o grupo, com a ajuda de Jeanne Coyne, Stanley Donen, Carol Haney e Alex Romero. Ele experimentou iluminação, técnicas de câmera e efeitos especiais para alcançar uma verdadeira integração da dança com o filme, e foi um dos primeiros a usar telas divididas, imagens duplas e ação ao vivo com animação, e é creditado como a pessoa que fez o balé comercialmente aceitável para o público do cinema.
Uma progressão clara foi evidente em seu desenvolvimento, desde uma concentração inicial no estilo de sapateado e comédia musical, até uma maior complexidade usando formas de balé e dança moderna. O próprio Kelly se recusou a categorizar seu estilo: "Eu não tenho um nome para meu estilo de dança ... É certamente híbrido ... Eu peguei emprestado da dança moderna, da clássica e certamente da dança folclórica americana – sapateado, jitterbugging ... Mas tentei desenvolver um estilo que é nativo do ambiente em que fui criado". Ele reconheceu especialmente a influência de George M. Cohan: "Eu tenho muito de Cohan em mim. É uma qualidade irlandesa, uma arrogância de maxilar saliente e na ponta dos pés – que é uma boa qualidade para um dançarino ter". Kelly também foi fortemente influenciado por um dançarino negro, Robert Dotson, que ele viu se apresentar no Loew's Penn Theatre por volta de 1929. Foi brevemente ensinado por Frank Harrington, um especialista em sapateado afro-americano de Nova Iorque. No entanto, seu principal interesse era o balé, que ele estudou com Kotchetovsky no início dos anos 1930. O biógrafo Clive Hirschhorn escreve: "Quando criança, ele costumava correr quilômetros através de parques, ruas e bosques – em qualquer lugar, desde que pudesse sentir o vento contra seu corpo e através de seu cabelo. O balé deu-lhe a mesma sensação de alegria e, em 1933, ele estava convencido de que era a forma mais satisfatória de auto-expressão". Ele também estudou dança espanhola com Angel Cansino, o tio de Rita Hayworth. De um modo geral, ele tendia a usar o sapateado e outras expressões de dança populares para expressar alegria e exuberância – como na música-título de "Singin' in the Rain" ou "I Got Rhythm" em "An American in Paris", considerando que sentimentos pensativos ou românticos foram mais frequentemente expressos através do balé ou dança moderna, como em "Heather on the Hill", de "Brigadoon", ou "Our Love Is Here to Stay", de "An American in Paris".
De acordo com Delamater, o trabalho de Kelly "parece representar o cumprimento da integração dança-filme nas décadas de 1940 e 1950". Enquanto Fred Astaire revolucionou a filmagem da dança na década de 1930 ao insistir na fotografia de bailarinos de corpo inteiro, permitindo apenas um grau modesto de movimento da câmera, Kelly liberou a câmera, fazendo maior uso do espaço, movimento e ângulos, e edição, criando uma parceria entre o movimento da dança e o movimento da câmera sem sacrificar o enquadramento da figura inteira. O raciocínio de Kelly por trás disso foi que ele sentiu a força cinética da dança ao vivo muitas vezes evaporada quando trazida para o filme, e ele procurou superar isso parcialmente envolvendo a câmera em movimento e dando ao dançarino um número maior de direções para se mover. Exemplos disso são abundantes no trabalho de Kelly e são bem ilustrados na sequência "Prehistoric Man" de "On the Town" e "The Hat My Father Wore on St. Patrick's Day" de "Take Me Out to the Ball Game". Em 1951, ele resumiu sua visão como: "Se a câmera deve dar uma contribuição para a dança, esta deve ser o ponto focal de sua contribuição; o fundo fluido, dando a cada espectador uma visão não distorcida e totalmente semelhante do dançarino e do fundo. Para isso, a câmera se torna fluida, movendo-se com o dançarino, de modo que a lente se torna o olho do espectador, seu olho".
O atletismo de Kelly deu a seus movimentos uma qualidade distinta, ampla e muscular, e esta foi uma escolha deliberada de sua parte, como ele explicou: "Há uma forte ligação entre esportes e dança, e minha própria dança brota dos meus primeiros dias como atleta ... Eu acho que dançar é um jogo masculino e se ele faz bem, ele faz melhor que uma mulher". Caron disse que, enquanto dançava com Astaire, sentia que estava flutuando, Kelly dançou perto do chão. Ele criticou o que viu como a efeminação generalizada na dança masculina, que, em sua opinião, estigmatizava "tragicamente" o gênero, afastando os meninos de entrar no campo:
"Dançar atrai homens jovens afeminados. Não me oponho a isso, desde que eles não dancem afeminados. Só digo que se um homem dança afeminado, ele dança mal – como se uma mulher entrasse no palco e começasse a cantar bass. Infelizmente, as pessoas confundem graciosidade com suavidade. John Wayne é um homem gracioso, assim como alguns dos grandes jogadores de bola ... Mas, claro, eles não correm o risco de serem chamados de maricas".
Em sua opinião, "um dos nossos problemas é que muito da dança é ensinado por mulheres. Você pode identificar muitos dançarinos que têm essa instrução pelos movimentos dos braços – eles são suaves, moles e femininos". Ele reconheceu que, apesar de seus esforços – em programas de TV como "Omnibus: Dancing, a Man's Game" (1958), por exemplo – a situação mudou pouco ao longo dos anos. Ele também procurou romper as convenções conscientes da classe dos anos 1930 e início dos anos 1940 – quando cartola, fraque ou smokings eram a norma – dançando em roupas casuais ou cotidianas, de modo a tornar sua dança mais relevante para o público do cinema. Sua primeira esposa, atriz e dançarina Betsy Blair disse:
"Um terno de marinheiro ou suas meias brancas e mocassins, ou as camisetas em seu torso muscular, deu a todos a sensação de que ele era um cara normal, e talvez eles, também, pudessem expressar amor e alegria dançando na rua ou pisando por poças ... Ele democratizou a dança no cinema".
Em particular, ele queria criar uma imagem completamente diferente daquela associada a Fred Astaire, até porque ele acreditava que seu físico não combinava com uma elegância tão refinada: "Eu costumava invejar seu estilo frio, aristocrático, tão íntimo e contido. Fred usa cartola e fraque para os nascidos em Manor – eu os coloco e pareço um motorista de caminhão".

## Prêmios e honras

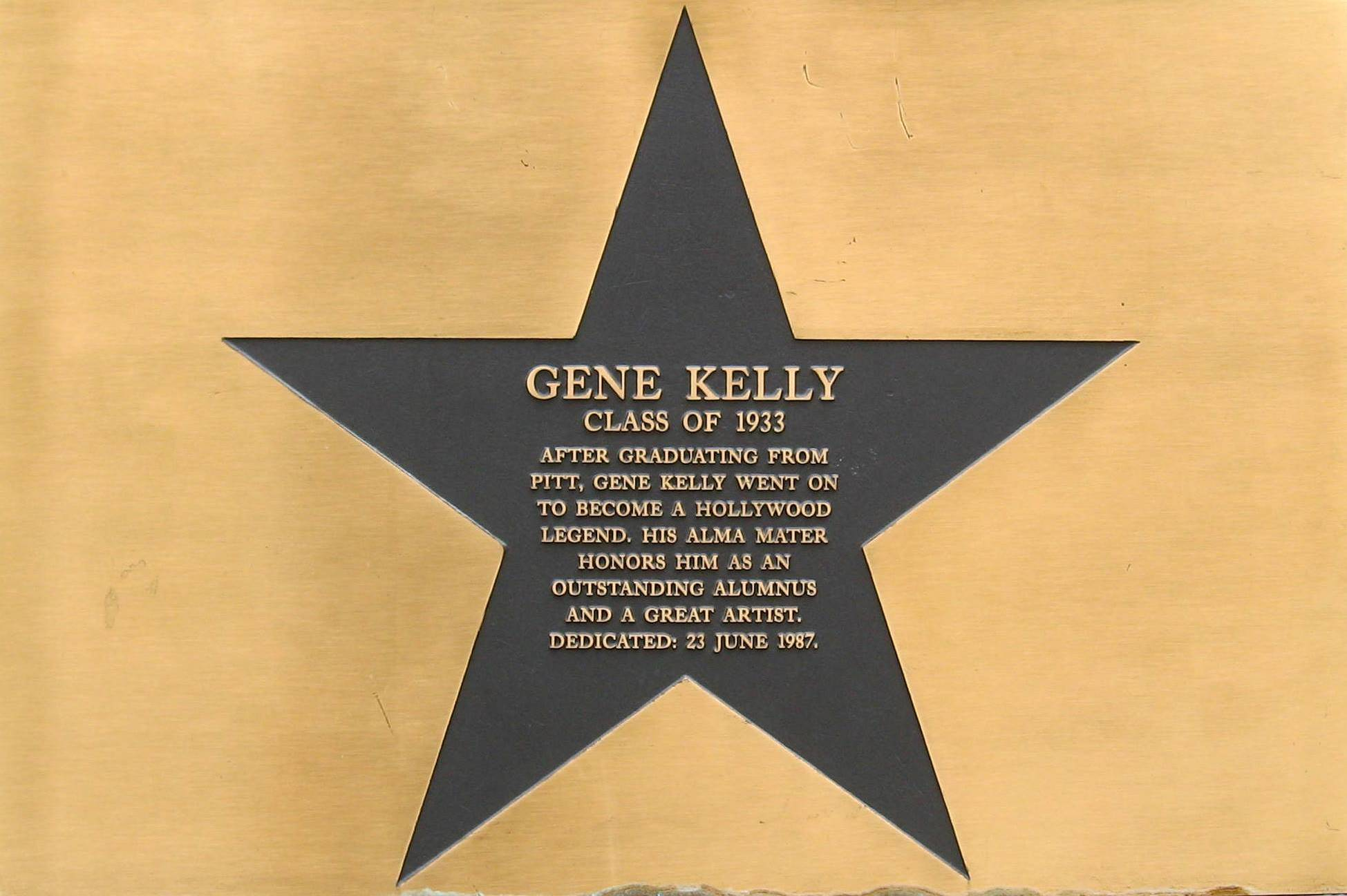
Placa homenageando Gene Kelly em sua alma mater, Universidade de Pittsburgh.

- 1942 – Prêmio de Melhor Ator do National Board of Review por sua atuação em "Idílio em Dó-Ré-Mi".
- 1946 – Indicado ao Oscar de melhor ator por "Marujos do Amor" (1945).
- 1951 – Indicado ao Globo de Ouro de melhor ator em comédia ou musical por "Sinfonia de Paris".
- 1952 – Oscar Honorário "em reconhecimento à sua versatilidade como ator, cantor, diretor e dançarino, e especificamente por suas brilhantes realizações na arte da coreografia no cinema". Este Oscar foi perdido em um incêndio em 1983 e substituído no Oscar de 1984.
- 1953 – Indicado pelo Sindicato dos Diretores da América, Melhor Diretor por "Cantando na Chuva", de 1952 (compartilhado com Stanley Donen).
- 1956 – Urso de Ouro no 6º Festival Internacional de Cinema de Berlim por "Invitation to the Dance".[49]
- 1958 – Indicado ao Prêmio Laurel de Ouro de Melhor Performance Musical Masculina em "Les Girls".
- 1958 – Prêmio anual de TV da Dance Magazine para "Dancing: A Man's Game" da série de TV "Omnibus". Também foi indicado ao Emmy de melhor canto.
- 1960 – Na França, Kelly foi nomeado Cavaleiro da Ordem Nacional da Legião de Honra.
- 1962 – Festival de Cinema e Dança de Gene Kelly organizado pelo Museu de Arte Moderna.
- 1964 – Prêmio de melhor ator por "A Senhora e Seus Maridos" (1964), no Festival Internacional de Cinema de Locarno.
- 1967 – Emmy de Melhor Programa Infantil por "Jack and the Beanstalk".
- 1970 – Indicado ao Globo de Ouro de melhor direção por "Alô, Dolly!" (1969).
- 1970 – Indicado pelo Sindicato dos Diretores da América, Melhor Diretor por "Hello, Dolly!" (1969).
- 1981 – Prêmio Cecil B. DeMille no Globo de Ouro.
- 1981 – Kelly foi o tema de um festival de cinema de 2 semanas na França.
- 1982 – Prêmio de Contribuição em Vida no quinto Prêmio Kennedy anual.
- 1985 – Prêmio de Contribuição em Vida pelo Instituto Americano de Cinema.
- 1989 – Prêmio de Contribuição em Vida pelo Screen Actors Guild.
- 1991 – Pittsburgh Civic Light Opera inaugurou o Prêmio Gene Kelly, concedido anualmente a musicais de ensino médio em Condado de Allegheny, Pensilvânia.
- 1992 – Introduzido no Hall da Fama do Teatro Americano.
- 1994 – National Medal of Arts concedido pelo presidente dos Estados Unidos Bill Clinton.[50]
- 1994 – Os Three Tenors performaram "Singin' in the Rain" em sua presença durante um show no Dodger Stadium, em Los Angeles.
- 1996 – César Honorário, o César é o principal prêmio nacional de filmes na França.
- 1996 – Na cerimônia de premiação do Oscar, o diretor Quincy Jones organizou um tributo ao recém-falecido Kelly, no qual Savion Glover executou a dança de "Singin' in the Rain".
- 1997 – Classificado em 26º lugar na lista "As 100 maiores estrelas de cinema de todos os tempos", da revista Empire.
- 1999 – Classificado em 15º lugar na lista "Maiores lendas masculinas", do Instituto Americano de Cinema.
- 2013 – "Singin' in the Rain" ficou em primeiro lugar no "Momento de Dança Favorito da Nação".